# Rancore
Rancore, seudónimo de Tarek Iurcich (Roma, 19 de julio de 1989), es un rapero italiano.
Su música, que él mismo califica de «rap hermético», y la profundidad de sus letras han despertado el aplauso de la crítica especializada, que lo ha coronado como uno de los mejores raperos del hip hop italiano.
También participó dos veces en el Festival de Sanremo, en 2019 en colaboración con Daniele Silvestri y en 2020 con la canción Edén, ganando el premio a la mejor letra ambos años.

## Biografía

### Primeros años ySegui me
Iurcich nació en Roma en 1989, de madre egipcia y padre italiano de origen istriano; su abuelo paterno era de la ciudad de Rijeka. Comenzó su trayectoria musical en el ámbito romano en 2004, a la edad de catorce años. Durante su primer año de escritura no frecuentaba la escena del hip hop romano y compuso sus primeras letras sin confrontaciones, basándose únicamente en lo poco que podía escuchar de vez en cuando. Conoció el ambiente del hip hop gracias a Phat Roma, un evento de improvisación al que asistía semanalmente. Aquí tuvo la oportunidad de interpretar sus primeras canciones en directo, ante un público crítico, y de probar sus primeros freestyles, acompañado por Andy, con quien grabaría su primera canción Tufello talenti y presentándose como Lirike Taglienti.
En Phat Roma conoce a las personas que más tarde le ayudarían en la realización de su primer disco Segui me, a saber, Jimmy, DJ Tetris y otros exponentes emergentes de la escena, que le concederían bases y colaboraciones para su nuevo trabajo. El artista consigue completar la grabación de su primer máster: el camino está realmente lleno de actuaciones, batallas de freestyle, conciertos en escuelas, que llevan a Rancore a conocer a otros raperos y a darse a conocer. Entra en contacto con Jesto, el cual anima a Hyst, rapero ya conocido en el mundo del hip hop, a producirle como artista en el sello (ALTOent) que vería en el disco de Rancore su primer producto oficial, además del disco de Saga Un bacio ai pupi.
El primer álbum de Rancore, titulado Segui me, salió a la venta en agosto de 2006 y tuvo bastante éxito gracias a las victorias de Rancore en batallas de freestyle, en Underground Skillz 2006, a su presencia continua en jam sessions, a sus conciertos en institutos y a su participación en la Hip-Hop Session de TRL organizada por Piotta. Se presenta el vídeo musical de Tufello, extraído del álbum.

### Colaboración con DJ Myke
A principios de 2008, Rancore abandonó ALTOent y decidió abordar su nuevo proyecto por una vía diferente. Durante este periodo, el rapero publica el EP S.M.S. (Sei molto stronza) bajo el seudónimo de RINquore, un disco en el que trata el tema del amor y todas sus facetas, especialmente las negativas. También colabora con varios artistas durante este periodo, entre ellos Gli Inquilini y Fedez.
A principios de 2010, se publicó el tema Lo spazzacamino, contenido en el álbum Hocus Pocus de DJ Myke. Luego llegó la canción Harakiri, incluida en BlackJack, un disco del productor y DJ romano 3D (TDC21). A finales de 2010, se publicó para descarga gratuita el EP Acustico con DJ Myke, que contenía siete temas inéditos (más el sketch Squarta), mientras que el 15 de abril de 2011 vio la luz Elettrico, un álbum realizado junto a DJ Myke. En octubre, se publicó la mixtape Roccia Music II de Marracash, que incluía el tema L'albatro, un dúo con Dargen D'Amico y el propio Rancore. Hacia finales de 2011, se puso a la venta para descarga gratuita en Nill Forum Exclusives, una colección que contenía, además de varios extras como su discografía completa y su biografía, cinco temas de Rancore más la pista oculta La morte di RINquore, el verdadero último tema del alter ego de Tarek, RINquore, que se creía que había «muerto» en 2008. También a finales de 2011 participó en la MTV Spit Gala, un adelanto del programa que comenzó oficialmente en marzo de 2012, que ganó empatado con Clementino, a diferencia de la primera temporada, en la que fue derrotado en semifinales por Ensi.
El 15 de mayo de 2012, se lanzó para descarga gratuita L'albatro RMX, creado por Marco Zangirolami; el 26 de junio de 2012, se publicó en iTunes Store el sencillo Anzi... siamo già arrabbiati, anticipando el nuevo álbum de Rancore & DJ Myke, titulado Silenzio y publicado el 16 de octubre por Doner Music, de Big Fish. De este álbum, se realizaron los videoclips de Capolinea y Horror Fast Food, publicados el 15 de octubre y el 25 de diciembre, respectivamente. El 24 de mayo de 2013 se publicó en YouTube el videoclip de otro tema extraído de Silenzio, titulado Dove siete spiriti.
El 16 de julio de 2015, lanzaron el videoclip de la canción S.U.N.S.H.I.N.E., anticipando el lanzamiento del EP S.U.N.S.H.I.N.E., disponible para descarga gratuita el 28 del mismo mes. Rancore reveló que el título del álbum es un acrónimo que significa Seguendo Un Nome Scritto Hai Incastrato Noi Eternamente (Siguiendo Un Nombre Escrito Nos Estableces Eternamente). Posteriormente, Rancore y DJ Myke, a través de una campaña de micromecenazgo, pusieron a la venta la edición en vinilo del EP con una recopilación de sus mejores temas llamada The Best of 2010/2015 en la cara b.

### Colaboraciones,Musica per bambiniy el Festival de San Remo
El 11 de octubre de 2016 se publicó el álbum de Murubutu L'uomo che viaggiava nel vento e altri racconti di brezze e correnti, que contenía el tema Scirocco, en colaboración con Rancore. El 16 de diciembre del mismo año, como parte del álbum Dead Poets de DJ Fastcut, se publicó el tema Poeti estinti, en colaboración con Rancore, Danno, Rockness Monsta y Mic Handz. El 24 de noviembre de 2017, el cantante Giancane publicó el tema Ipocondria, en el que también participa Rancore. Seis días después, el 30 de noviembre, también se publicó el álbum Requiem de Claver Gold, que contiene el tema Il meglio di me, en el que participa el rapero romano.
El 23 de marzo de 2018, el rapero también aparece en el tema Upside Down del álbum Tree - Roots & Crown de Mezzosangue. El 4 de mayo de 2018 se estrena en YouTube el videoclip de Ipocondria, diseñado íntegramente por Zerocalcare. Una semana después, el 11 de mayo, se lanza Underman, sencillo que anticipa el álbum Musica per bambini, publicado el 1 de junio de 2018. El 12 de noviembre se publica el álbum póstumo de Cranio Randagio, Come il re leone, que cuenta con la colaboración de Rancore en el tema Lupi della notte.
En 2019, participó en el Festival de Sanremo (a pesar de no estar incluido entre los cantantes concursantes), junto al cantautor Daniele Silvestri, con la canción Argentovivo, que quedó en sexta posición pero ganó el Premio de la Critica, el Premio della Sala Stampa Lucio Dalla y el Premio Sergio Bardotti al mejor texto, lo que le proporcionó una mayor notoriedad en el panorama musical nacional. Al año siguiente volvió a participar en el 70.º Festival de Sanremo, esta vez como solista, presentando la canción Eden en colaboración con el productor Dardust; durante la tercera velada, dedicada a versiones de canciones que han marcado la historia del festival, actuó acompañado por La Rappresentante di Lista con una versión de Luce (tramonti a nord est) de Elisa. En este festival, terminó en décima posición y ganó el Premio Sergio Bardotti a la mejor letra del concurso. En mayo de 2020, lanzó el sencillo Razza aliena, escrito durante el confinamiento impuesto por la pandemia de COVID-19.

### Xenoverso

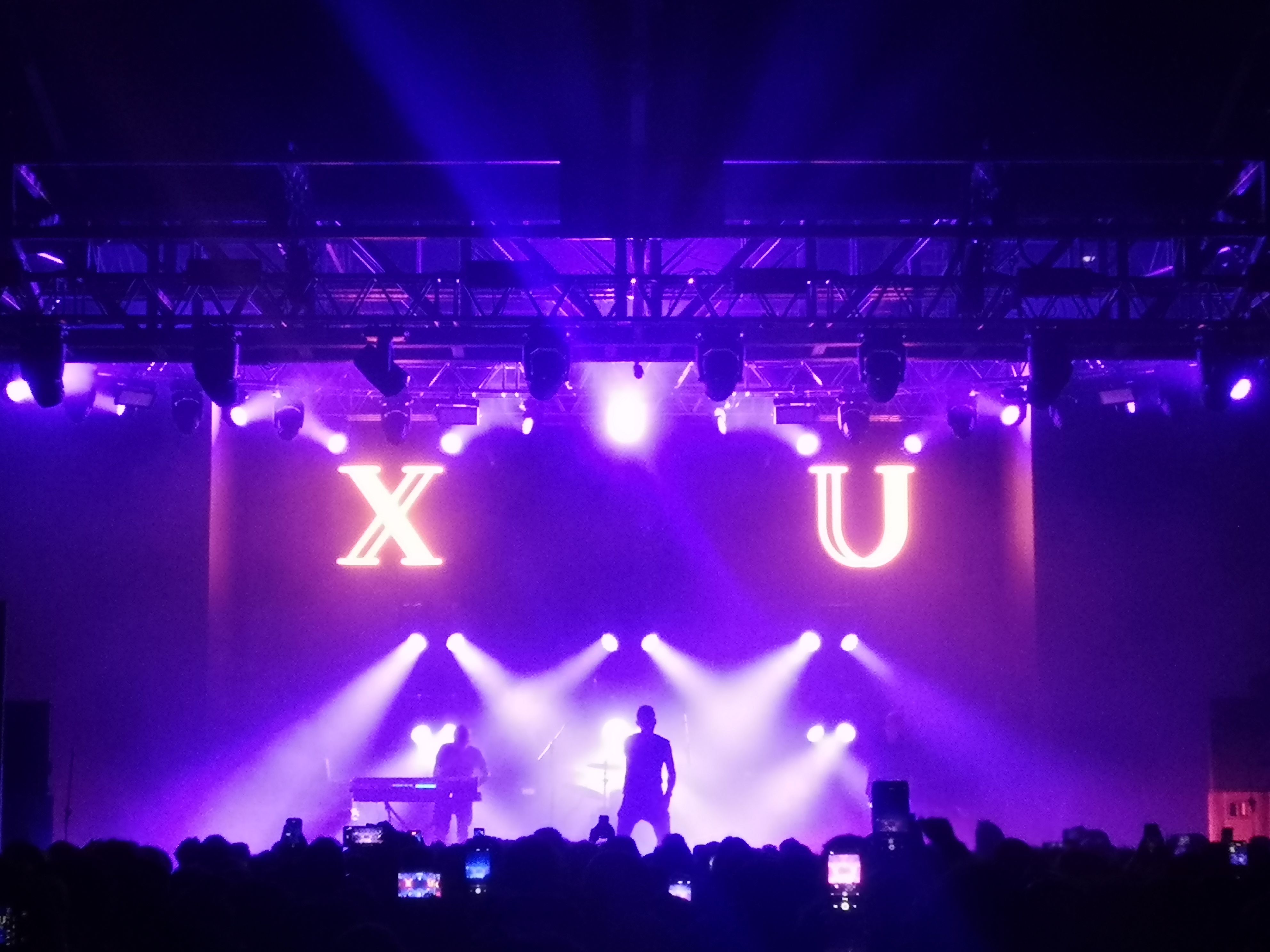
Rancore en un concierto en Milán durante la gira Xenoverso

A principios de 2021, Rancore lanzó el sencillo Equatore, en colaboración con Margherita Vicario. En noviembre, ocultó sus publicaciones en redes sociales, mostrando únicamente vídeos y fotografías acompañados de la palabra Xenoverso. Esta palabra se convirtió más tarde en el título de su tercer álbum de estudio, anunciado el 1 de marzo de 2022 junto con su portada y fecha de lanzamiento, fijada para el 15 de abril.
Para anticipar el álbum conceptual, el 4 de marzo de 2022 el rapero puso a disposición de los oyentes los temas Lontano 2036, X agosto 2048 y Arakno 2100, precedidos por el interludio Skit (cronosurfisti). El 15 de abril, coincidiendo con el lanzamiento del álbum, también se publicó el primer sencillo Le rime (gara tra 507 parole).

## Discografía

### Álbumes de estudio
- 2006 – Segui me
- 2011 – Elettrico (con DJ Myke)
- 2012 – Silenzio (con DJ Myke)
- 2018 – Musica per bambini
- 2022 – Xenoverso

### Colecciones
- 2011 – Exclusives

### Obra ampliada
- 2008 – S.M.S. (Sei molto stronza) (publicado como RINquore)
- 2010 – Acustico (con DJ Myke)
- 2015 – S.U.N.S.H.I.N.E. EP (con DJ Myke)
- 2016 – La morte di RINquore (14/2/08)

### Sencillos
- 2012 – Anzi... siamo già arrabbiati (con DJ Myke)
- 2014 – Non esistono (con DJ Myke)
- 2015 – Tengo il respiro (con DJ Myke)
- 2017 – Specchio (con KenKode)
- 2018 – Underman
- 2018 – Depressissimo
- 2019 – Giocattoli
- 2020 – Eden (feat. Dardust)
- 2020 – Luce (tramonti a nord est) (feat. La Rappresentante di Lista)
- 2020 – Razza aliena
- 2021 – Equatore (con Margherita Vicario)
- 2022 – Le rime (gara tra 507 parole)

### Colaboraciones
- 2006 – DJ Dust y K-9 feat. Jimmy, Rancore y Ergho – La risposta (de Tra bianco e nero)
- 2006 – DJ Dust y K-9 feat. Jimmy, Rancore y Ergho – Dimmi se (de Tra bianco e nero)
- 2007 – Jimmy feat. Rancore – Nodi al pettine (de Memorie dal sottosuolo)
- 2007 – Jimmy feat. Rancore, Suarez, Jesto y Mic Killarz – R.M. Confidential (de Memorie dal sottosuolo)
- 2007 – J-Joe feat. Rancore ey Jimmy – Che ne sai? (de Roma 2013)
- 2007 – Lame feat. Rancore, Saga y Hyst – Merda (de 9000 Giri Mixtape)
- 2008 – Exen Producer feat. Rancore – Sono buono (de 18 carati Mixtape)
- 2008 – Lirike Taglienti feat. The Hinterland, Broy y Rancore – Intercity (de Lirike taglienti)
- 2008 – Fedez feat. Jimmy, Rancore, DJ Pankes y DJ Frak – Back in Days (de Pat-a-Cake)
- 2008 – Maut e 3D feat. Rancore y Mr Cioni – Corri (de Numeri)
- 2010 – DJ Myke y Rancore – Jingle (è facile)
- 2010 – DJ Myke, Max Zanotti y Rancore – Sigla B Side
- 2010 – DJ Myke feat. Rancore – Lo spazzacamino (de Hocus Pocus)
- 2010 – 3D feat. Rancore – Harakiri (de Blackjack)
- 2011 – Cane Secco y 3D feat. Rancore – Skit Rancore (de 21 ore troppo più estreme)
- 2011 – Piotta feat. Rancore y Men in Skratch – È difficile (de GO 5.1)
- 2011 – DJ Myke, Svedonio y Rancore – Acoustic Session Training (Singolo) [Versión acústica de Cosa Sai?, canción incluida en el álbum Elettrico
- 2011 – Men in Skratch y Rancore – Brutti & cattivi RMX
- 2011 – Men in Skratch y Rancore – Comprare RMX
- 2011 – Men in Skratch y Rancore – Disney Inferno RMX
- 2011 – Men in Skratch y Rancore – Il grande falò
- 2011 – Men in Skratch y Rancore feat. Mr Brown – Sai che mi ha detto il Grinch
- 2011 – Marracash feat. Dargen D'Amico y Rancore – L'albatro (de Roccia Music II)
- 2011 – Piotta feat. Rancore y DJ Myke – Roma Calling (de Wag 20 Years of Style [Dee Mo Side])
- 2012 – Rancore y DJ Myke Feat. Vinnie G – Il mio quartiere RMX
- 2012 – Marracash feat. Dargen D'Amico e Rancore – L'albatro RMX
- 2012 – DJ Double S feat. Rancore – Freestyle (de Al centro della scena Mixtape)
- 2012 – Rancore y Deleterio – Best (de MTV Spit Mixtape)
- 2012 – Rancore y DJ Nais – Guerra tra crani (de MTV Spit Mixtape)
- 2013 – Big Fish y Rancore – La macchina del tempo (de Niente di personale)
- 2015 – Jesto feat. Rancore y Yojimbo – Houston (de Supershallo 3)
- 2016 – Murubutu feat. Rancore – Scirocco (de L'uomo che viaggiava nel vento e altri racconti di brezze e correnti)
- 2016 – DJFastCut feat. Danno, Rancore, Rockness Monsta y Mic Handz – Poeti estinti
- 2017 – Giancane feat. Rancore – Ipocondria
- 2017 – Claver Gold feat. Rancore – Il meglio di me
- 2018 – Mezzosangue feat. Rancore – Upside Down (de Tree - Roots & Crown)
- 2018 – Cranio Randagio feat. Rancore – Lupi della notte
- 2019 – Daniele Silvestri feat. Rancore e Manuel Agnelli – Argentovivo
- 2020 – Daniele Silvestri feat. Rancore – Il mio nemico invisibile
- 2021 – Murubutu feat. Claver Gold y Rancore – Black Rain

|}

## Filmografía
- Zeta - Una storia hip-hop, dirigido por Cosimo Alemà (2016)